# مایکل دی مالتز
مایکل دی مالتز (انگلیسی: Michael D. Maltz؛ زادهٔ ۱ ژانویهٔ ۱۹۳۸)، متخصص جرم‌شناسی اهل ایالات متحده آمریکا است.
وی همچنین برندهٔ جوایزی همچون برنامه فولبرایت شده است.

## زندگی‌نامه
او در بروکلین نیویورک به دنیا آمد و در دبیرستان استایوسنت تحصیل کرد و در سال ۱۹۵۵ فارغ‌التحصیل شد. او در سال ۱۹۵۹ از مؤسسه پلی‌تکنیک رنسلیر فارغ‌التحصیل شد.